# 天文宇宙検定
天文宇宙検定（てんもんうちゅうけんてい）は、天文・宇宙に関する民間の検定試験。2011年に第1回検定が実施され、2015年からは、天文書などの出版社「恒星社厚生閣」や「天文宇宙検定委員会」の協力の下、一般社団法人天文宇宙教育振興協会が主催する、という形で行われている。

## 試験
2011年10月に第1回検定が実施されて以来、毎年10月頃に検定試験が実施されてきた。2020年度の第10回はCOVID-19流行の影響によって試験日が11月となった。2021年度は7月に第11回、11月に第12回の検定試験がそれぞれ開催され、以降年2回の検定試験が開催されている。2024年度の第18回から2・3・4級はオンライン受験も可能となった。受験に年齢制限はなく、2級以下の試験は誰でも受験できる。1級は、2級の合格者のみに受験資格がある。合格者には松本零士のオリジナルイラスト付き合格証が贈られる。
出題形式
すべてマークシート形式（4者択一方式）による回答記入方式。10分間の説明＋試験時間50分。2・3級は2015年度から問題数が20問減って60問となった。
- 1級 40問
- 2級 60問
- 3級 60問
- 4級 40問

出題内容
- 1級 天文宇宙博士 : 理工系大学で学ぶ程度の天文学知識を基本とし、天文関連時事問題や天文関連の教養力を試したい方を対象
- 2級 銀河博士 : 高校生が学ぶ程度の天文学知識を基本とし、天文学の歴史や時事問題等を学びたい方を対象
- 3級 星空博士 : 中学生で学ぶ程度の天文学知識を基本とし、星座や暦などの教養を身につけたい方を対象
- 4級 星博士ジュニア : 小学生が学ぶ程度の天文学知識を基本とし、天体観測や宇宙についての基礎的知識を得たい方を対象

合格基準
- 1級：100点満点中70点以上で合格
- 準1級：1級試験で60点～69点で合格
- 2級：100点満点中70点以上で合格
- 3級：100点満点中60点以上で合格
- 4級：100点満点中60点以上で合格

受験会場
これまで、以下の都市で検定試験が開催されたことがある。
釧路・札幌・仙台・郡山・新潟・小松・高崎・東京・茅ヶ崎・長野・松本・名古屋・京都・大阪・岡山・井原・広島・高松・松山・高知・福岡・鹿児島・名護

## 監修委員
2024年現在、以下の8名が監修委員に名を連ねている。
- 池内了（総合研究大学院大学名誉教授）
- 黒田武彦（元兵庫県立大学教授・元西はりま天文台公園園長）
- 佐藤勝彦（東京大学名誉教授・明星大学客員教授）
- 沢武文（愛知教育大学名誉教授）
- 柴田一成（京都大学名誉教授・同志社大学客員教授）
- 土井隆雄（京都大学特定教授）
- 福江純（大阪教育大学名誉教授）
- 吉川真（宇宙航空研究開発機構准教授・はやぶさ2ミッションマネージャ）

以下の3名は、生前に監修委員を務めていた。
- 藤井旭（イラストレーター・天体写真家）
- 松本零士（漫画家）
- 松井孝典（千葉工業大学学長・東京大学名誉教授）

## 主催者
- 一般社団法人 天文宇宙教育振興協会
  - 設立：2015年4月1日[4]
  - 代表理事：片岡一成[4]（＝恒星社厚生閣の代表取締役[5]）
  - 事業内容：天文学・宇宙工学の普及を目的とした検定・イベント主催、書籍・映像の企画販売、商品の企画、製作および販売など[4]
  - 所在地：東京都新宿区四谷三栄町3-14[4]